# Малакиаш, Флорбела
Флорбела Катарина Малакиаш (порт. Florbela Catarina Malaquias; 26 января 1959, Луена, Португальская Ангола), известна как Бела Малакиаш (порт. Bela Malaquias) — ангольская политическая деятельница, журналистка и юристка, активистка УНИТА, основательница Гуманистической партии Анголы (PHA). Участница гражданской войны, капитан повстанческой армии ФАЛА. После разрыва с Жонашем Савимби и УНИТА работала радиожурналистом и юристом. Опубликовала свои воспоминания о военном времени с жёсткой критикой Савимби, что вызвало резкую полемику. Перед выборами 2022 учредила PHA, избрана в Национальную ассамблею.

## Активистка и боец УНИТА
Родилась в семье овимбунду из Вила-Лузу. Нелсон Малакиаш, отец Флорбелы, работал на Бенгельской железной дороге, был антиколониальным активистом, сторонником Жонаша Савимби. В 1966 Малакиаш-старший стал одним из организаторов первых ячеек УНИТА в провинции Мошико. Был арестован ПИДЕ и заключён в тюрьму Нова-Лижбоа. Его жена Амелия Малакиаш с шестью детьми, в том числе Флорбелой, были помещены в центр интернирования Сан-Николау в провинции Мосамедиш. Так Флорбела Малакиаш оказалась активисткой УНИТА фактически с детских лет.
Состояла в ЛИМА — женской организации УНИТА, являлась автором гимна ЛИМА. Служила в Вооружённых силах освобождения Анголы (ФАЛА) — партизанской армии УНИТА. Участвовала в гражданской войне против коммунистического режима МПЛА и правления Агостиньо Нето. Занимала командные должности, имела звание капитана ФАЛА. Была диктором повстанческой радиостанции VORGAN (Voz da Resistência do Galo Negro — Голос сопротивления Чёрного Петуха), вела несколько информационных программ. В своей среде именовалась Бела Малакиаш.

## Разрыв с Савимби
Находясь в Джамбе — военной столице УНИТА, Флорбела Малакиаш вступила в конфликт с Жонашем Савимби, которого знала лично. Она объясняла свою позицию несогласием с жёсткой диктатурой, репрессиями против подозреваемых в заговорах и шпионаже, ритуальными казнями, жертвами которых становились и женщины. Сама она, однако, высказав претензии в разговоре с Савимби, преследованиям не подверглась. Осенью 1983 Флорбела Малакиаш порвала с УНИТА и её лидером и перебралась в Луанду.
Работала диктором, затем администратором государственной радиокомпании RNA. Окончила юридический факультет Университета Агостиньо Нето, занималась юридической практикой в хозяйственной сфере. Поддержала реформы начала 1990-х, переход к многопартийной системе. Флорбела Малакиаш оставалась противницей МПЛА, правления Жозе Эдуарду душ Сантуша и Жуана Лоренсу. Однако от активной оппозиционной деятельности она дистанцировалась, связей с УНИТА не восстанавливала даже после гибели Савимби, окончания гражданской войны и легализации УНИТА как политической партии.
В ноябре 2019 Флорбела Малакиаш издала книгу Geroínas da Dignidade. Memórias de Guerra — Героини достоинства. Воспоминания о войне. Она крайне негативно охарактеризовала Жонаша Савимби, описала эпизоды «охоты на ведьм» в Джамбе. Сочинение Белы Малакиаш вызвало резкую отповедь и опровержения представителей УНИТА, включая дочь Савимби Гингу Сакайту. Было возбуждено уголовное дело из-за угроз убийством в адрес автора. Публикация резко повысила общенациональную известность Белы Малакиаш.

## Основательница партии
21 декабря 2020 Флорбела Малакиаш инициировала создание Гуманистической партии Анголы (PHA). 27 мая 2022, за три месяца до парламентских выборов 2022, Конституционный суд зарегистрировал PHA. Бела Малакиаш баллотировалась первым номером списка, что делало её единственной в современной Анголе женщиной — партийным лидером и первой в политической истории Анголы женщиной — кандидатом в президенты.
Представители УНИТА расценили политический проект Белы Малакиаш как согласованную с МПЛА попытку распыления голосов оппозиции. Таким подозрениям способствовала удивительно быстрая регистрация (при том, что новую партию непримиримого оппозиционера Абела Шивукувуку власти регистрировать отказались). Малакиаш отвечала на это, что демократия и плюрализм предполагают «распыление», а не концентрацию политических сил и негативно оценивала «двухпартийную систему» МПЛА и УНИТА.
Главный предвыборный лозунг PHA: «Гуманизировать Анголу!» Социальную и культурную опору своей политики Флорбела Малакиаш видит в ангольских женщинах, особенно нуждающихся в гуманизме и равноправии. Это, однако, отнюдь не означает «гендерного монополизма»: среди активистов PHA немало молодых мужчин, в том числе ранее состоявших в радикально оппозиционной партии КАСА.
Бела Малакиаш призывает приоритетно развивать национальное сельское хозяйство, дабы устранить угрозу голода (особую актуальность придал зерновой кризис, возникший при вторжении РФ на Украину) и систему здравоохранения (особенно в условиях пандемии COVID-19). Она призывает также к реформе судебной системы, пресечению административного произвола, демократическому диалогу со сторонниками самостоятельности Кабинды, Северной Лунды и Южной Лунды (не допуская, однако, распада государства), предлагает восстановить прямые выборы президента.
При голосовании 24 августа 2022 партию Белы Малакиаш поддержали более 63 тысяч избирателей — 1,02 %. Это дало PHA два парламентских мандата. Депутатом Национальной ассамблеи стала и сама Малакиаш. Учитывая совсем недавнее создание партии, такой результат можно считать по-своему успешным.

## Частная жизнь
Флорбела Малакиаш постоянно проживает в Уамбо. Разведена, имеет четверых детей. Увлекается чтением, шитьём, уходом за растениями. Любимая книга — Отверженные Виктора Гюго.